# Stuntnuts: The Movie
«Stuntnuts: The Movie» — будущий американский комедийный боевик режиссёра Дэмиена Уолтерса. Главные роли в фильме исполнили Крис Хемсворт и Сэм Рокуэлл.

## Сюжет
Подробности сюжета держатся в тайне.

## В ролях
- Крис Хемсворт
- Сэм Рокуэлл[1]

## Производство
В феврале 2024 года Мэттью Вон объявил, что снял в тайне от СМИ фильм в шпионском жанре под рабочим названием Project X с Крисом Хемсвортом и Сэмом Рокуэллом в главных ролях. Съёмки были завершены за 11 недель. Вон сказал, что это «очень особенный фильм», который оказывает такое же влияние, как «Пипец» (2010). В фильме задействована команда каскадёров Вона, и он был назван «переосмыслением жанра боевика». Во время съёмок один из каскадёров получил серьёзную травму спины. В интервью Вон говорит: «Это невероятные кадры для фильма, потом мы снимали его в больнице. На прошлой неделе мы снимали, как он восстанавливается… Это часть фильма об опасностях работы каскадёром. Мы бьём мировые рекорды. В фильме 56 невероятных экшн-серий, он смешной, но оригинальный».